# Crack Magazine
Crack Magazine è un mensile indipendente di musica e cultura distribuito in tutta Europa.
Fondata a Bristol, nel Regno Unito nel 2009, la rivista ha avuto in copertina Björk, MF Doom, Lil Yachty, FKA twigs, i Gorillaz e i Queens of the Stone Age. Lo stesso team, sempre con sede a Bristol, è anche coinvolto nell'organizzazione del Simple Things Festiva, che si svolge lì.

## Storia
Crack Magazine è stato fondato nel 2009 dal graphic designer Jake Applebee e dal laureato in giornalismo Thomas Frost.
Nel 2012, Flying Lotus, prima del suo quarto album in studio Until The Quiet Comes, ha concesso a Crack la sua prima intervista a un magazine musicale indipendente.
Nel 2015, la rivista ha lanciato un'edizione berlinese. Nel 2017 hanno lanciato un'edizione ad Amsterdam.
Nel maggio 2019, hanno lanciato la loro centesima pubblicazione con il frontman dei Radiohead Thom Yorke.